# Vicia grandiflora
Vesce à grandes fleurs
Espèce
Vicia grandiflora, la Vesce à grandes fleurs, est une espèce de plantes à fleurs de la famille des Fabaceae et du genre Vicia. On la trouve en Europe, en passant par le Caucase jusqu'en Iran.

## Description
La vesce à grandes fleurs est une plante herbacée annuelle ou hivernante. La tige duveteuse, poilue à presque nue et verte fraîche mesure 30 à 60 centimètres de long, ascendante, ramifiée dès la base et ronde.
Les feuilles pennées comportent trois à sept paires de feuilles fines, de formes très différentes, avec des vrilles faibles, généralement ramifiées. Les folioles des feuilles inférieures sont obovales à obovales-en forme de cœur, mesurent généralement moins de 1 cm de long, sont souvent profondément bordées et équipées de quelques nervures latérales. Les feuilles supérieures sont obovales à linéaires, mesurant environ 1 à 2 cm de long et 2 à 8 mm de large, arrondies, taillées ou bordées et brièvement pointues avec jusqu'à douze paires de nervures latérales droites. Les stipules sont relativement petites, les supérieures ovoïdes, entières, les inférieures semi-en forme de petits épis, avec de petits nectaires en dessous et quelque peu dentés.
La période de floraison se situe en mai et juin. Les fleurs se détachent sur des tiges de 2 à 8 mm de long, généralement par paires à l'aisselle des feuilles. Les fleurs hermaphrodites sont zygomorphes et quintuples avec un double périanthe de plus ou moins 2,5 à 3 cm de long. Les cinq sépales se sont développés ensemble pour former un tube de calice de 8 à 10 mm de long qui est affaissé à la base et les dents du calice lancéolées, droites et saillantes sont nettement plus courtes que le tube du calice. La couronne a la forme typique d'une fleur papilionacée. Les cinq pétales sont jaune pâle, l'étendard et souvent le bout de l'aile étant plus ou moins violets à verdâtres. La plaque de l'étendard mesure jusqu'à environ 2 cm de long et presque aussi large, peu profonde et nue. Les ailes ne sont qu'environ deux fois plus longues que le calice et plus longues que l'étendard.
La légumineuse, initialement poilue et chauve et noire à maturité, est linéaire et plate avec une longueur de 3,5 à 5 cm et une largeur de 6 à 8 mm.
Les graines mesurent 3 à 3,5 millimètres de diamètre, aplaties, sphériques et brunes avec des taches noires fanées.
Le nombre de chromosomes est 2n = 14.

## Répartition
Vicia grandiflora est présente du sud-est de l'Europe jusqu'en Italie, dans le sud de l'Autriche, à l'est de l'Ukraine, en Asie Mineure, dans la région du Caucase et en Iran. Vicia grandiflora est un élément floral sub-méditerranéen oriental. En Europe centrale, Vicia grandiflora fut introduite et est devenue sauvage de manière volatile.
Elle est introduite en Amérique du Nord et en Asie.
En tant que plante adventice instable, Vicia grandiflora dépend de nouvelles accumulations de diaspores introduites, de sorte que son apparition est plus ou moins aléatoire. Cependant, il semble qu'elle gagne progressivement pied dans les grandes vallées fluviales telles que le Main et le Danube.
La vesce à grandes fleurs pousse dans les prairies, les champs de céréales, les haies et dans les endroits rudéraux. En Europe centrale, elle habite les buissons secs et les lisières des forêts sèches dans les régions au climat estival chaud, mais elle vient également sur les terrains vagues et le gravier ferroviaire. La vesce à grandes fleurs prospère mieux dans les sols limoneux riches en nutriments.

## Classification
Le nom valide complet (avec auteur) de ce taxon est Vicia grandiflora Scop., 1772.
Vicia grandiflora est décrit par Giovanni Antonio Scopoli sous ce nom.
Vicia grandiflora a pour nom vernaculaire Vesce à grandes fleurs.
Vicia grandiflora a pour synonymes :
- Cujunia grandiflora (Scop.) Alef., 1861
- Vicia biebersteinii Besser ex M.Bieb., 1819
- Vicia grandiflora subsp. sordida Dostál, 1949
- Vicia hungarica Heuff., 1858
- Vicia serrata Pant., 1873
- Vicia sordida Waldst. & Kit. ex Willd., 1802

## Parasites
La fleur a pour parasites Frankliniella intonsa (sv), Contarinia craccae (sv). La feuille a pour parasites Bruchus brachialis (en), Bruchus luteicornis (de), Zygaena filipendulae, Leveillula papilionacearum, Dasineura viciae (sv), Agromyza bicophaga (sv), Agromyza viciae (sv), Liriomyza congesta (sv), Uromyces viciae-fabae.